# Hôtel de voyageurs du Lion Rouge
L'hôtel de voyageurs du lion rouge est un bâtiment historique situé dans la ville de Montbéliard dans le Doubs.

## Histoire
L'hôtel de voyageur du lion rouge a été construit au début ou au milieu du XVIe siècle.
En 1781, l'hôtel eut un hôte de marque, l'empereur du Saint Empire Joseph II, frère de Marie-Antoinette d'Autriche, reine de France.
Après avoir été inscrit en 1989 partiellement, la totalité du bâtiment sud de l'hôtel a été inscrite au titre des monuments historiques par arrêté du 25 octobre 2012,.

## Architecture
L'édifice présente de nombreuses fenêtres à meneaux et possède un escalier à vis sans jour.

## Aujourd'hui
Le bâtiment est voué à abriter des logements.